# Pegusa cadenati
Pegusa cadenati es una especie de pez de la familia Soleidae en el orden de los Pleuronectiformes.

## Hábitat
Vive en aguas poco profundas.

## Distribución geográfica
Se encuentra en las  costas de Cabo Verde.